# Пистолет с глушителем
Пистолет с глушителем — российский комедийный фильм режиссёра Валентина Ховенко, снятый по собственному сценарию в 1993 году. Производство студий «Таркифильм» и «Ритм» (Мосфильм).

## Сюжет
Герои фильма: Боб - полковник в отставке, считающий себя великим шпионом, и страдающий расщеплением личности коммерсант Джек, до полуночи ведущий себя как мужчина, а после — как женщина, — бегут из американской психиатрической клиники. Старик с размягчением мозгов, представившийся им генералом, отправляет их на воздушном шаре в Советский Союз для добычи секретных сведений о военных приготовлениях "русских" против США, чтобы сорвать «позорный для Америки мирный договор с Советами». Однако «за железным занавесом» они попадают в другую психиатрическую клинику, уже советскую.

## Актёры
- Сергей Юрский — Боб
- Владимир Винокур — Джек
- Юрий Катин-Ярцев — генерал Уэрп
- Евгений Весник — психбольной-пастух
- Армен Джигарханян — Чемоданов, психбольной-сталинист
- Валерий Носик — Васька-яйцо, алкоголик с зашитой «торпедой»
- Борис Романов — «английский агент»
- Михаил Светин — психбольной-«режиссёр»
- Виктор Степанов — кореш Яйца
- Сергей Гармаш — Григорюк, правая рука Игоря Игоревича
- Галина Петрова — «Колька» психбольная считающая себя мужчиной
- Владимир Ерёмин — Игорь Игоревич, мафиози-подпольщик по шивке бюстгалтеров
- Сергей Макаров
- Анатолий Равикович — доктор
- Елена Бушуева-Цеханская
- Мария Виноградова
- Расми Джабраилов

## Съёмочная группа
- Автор сценария и Режиссёр: Валентин Ховенко
- Оператор-постановщик: Владимир Климов
- Художники-постановщики: Людмила Кусакова, Олег Булахов
- Композитор: Владимир Давиденко
- Звукооператор: Евгений Фёдоров
- Директора картины: Александра Демидова, Николай Бодров
- Режиссёр: Светлана Петрова
- Оператор: Вячеслав Чибриков
- Монтаж: Вера Остринская
- Грим: Евгения Прокофьева
- Оператор комбинированных съёмок: В. Стальной
- Консультанты: А. Заболотный, К. Фролова
- Музыкальный редактор: К. Шевелев
- Ассистенты:
  - режиссёра: И. Калитиевская, Л. Туманишвили, Л. Колчанова, Е. Яковлева
  - оператора: А. Батюков, Е. Лебедев
  - по монтажу: Е. Яшина, Л. Казакова
- Цветоустановщик: Б. Масленникова
- Мастер-реквизитор: Г. Николаева
- Мастер-костюмер: А. Мужчинкина
- Мастер-гримёр: В. Пиманкина
- Административная группа: В. Бурмистров, М. Кобзев, Т. Яковлева
- В съёмках принимали участие: фирма «Дережаблестрой» 
  - Пилоты и сотрудники: А. Буров, Л. Андреев, А. Бодров, А. Латынев, С. Сорокин, А. Луньков
  - Трюковая группа под руководством: В. Бухарева
- Автор проекта: Арсен Хадакулиев

## Интересные факты
- В эпизодической роли в фильме сыграла участница октябрьских событий 1993 года в Москве Наталья Петухова, известная по публикациям о погибших[1].
- В фильме звучит песня Владимира Преснякова «Недотрога».
- Психбольницу в России снимали в Николо-Берлюковском монастыре, в котором в то время действительно была расположена психиатрическая больница (с. Авдотьино), а также в помещениях бывшего Андреевского монастыря (Москва).